# Votové
Votové (votsky vadjalaizõt, rusky водь) jsou ugrofinský národ žijící v severozápadním Rusku jihozápadně od Petrohradu, konkrétně ve čtyřech vesnicích: Kurovicy (Kukkuzi), Krakolje (Jõgõperä), Lužicy (Luuditsa-Liivtšülä) a Mežniki (Rajo).

## Historie

### Středověk

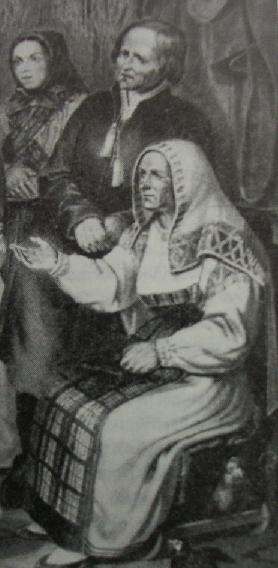
Krévinská žena v tradičním kroji.

Podle dochovaných písemných památek jsou Votové nejstarším národem Ingrie. První zmínky o Votech jsou z 9. století, kdy byli nazýváni jménem Čudové, podobně jako Vepsové nebo Estonci. První písemné informace o nich jsou však až v ruských kronikách z 11. století, kde jsou už označováni pod jménem водь („voď“). Ačkoliv byli Votové v této době ještě svobodní, postupně se dostávali pod nadvládu Novgorodského knížectví. V roce 1069 se pokusili osvobodit a s polockým knížetem napadli Novgorod, nicméně byli poraženi. V roce 1149 se však již na straně Novgorodu zúčastnili tažení proti Jemům, obyvatelům dnešní finské provincie Häme. Po Votech byla také pojmenována jedna ze správních území Novgorodu, Votská pětina.
Během 12. století Novgoroďané obraceli Voty z jejich původního náboženství na křesťanskou víru. Ve 13. století se pozornost katolické církve začala zaměřovat na Ingrii. V roce 1240 uspořádal Řád mečových bratří válečné tažení do Ingrie a založili zde pevnost Koporje. Další výprava proběhla v letech 1444–1447 pod velením Heidenreicha Vinke von Overberg z řádu německých rytířů a vzal s sebou votské válečné zajatce, které následně transportoval na stavbu hradu do města Bauska v Lotyšsku. Této skupině Votů se později začalo říkat Krévinci a z Lotyšska vymizeli v průběhu 19. století, kdy se asimilovali s původním obyvatelstvem.
Po pádu Novgorodu přešlo území obývané Voty do rukou Moskevského knížectví. Mnoho Votů bylo vyhoštěno a jejich území bylo postupně osídlováno Rusy, což se dělo hlavně v letech 1484–1488. Během této vlády se začal také rozšiřovat vliv pravoslavné církve. Poté, co si novgorodský arcibiskup Makarius stěžoval moskevskému velkovévodovi, že Votové ještě nadále uctívají své staré bohy, byla roku 1534 zahájena jejich další christianizace. Makarius dostal oprávnění poslat k Votům mnicha jménem Ilja, jehož úkolem bylo zničit pohanské svatyně, posvátné lesy a obětní kameny. Konverze nicméně nepřinesla očekávaný výsledek, neboť roku 1548 vyslal tehdejší novgorodský arcibiskup Feodosius za stejným úkolem kněze Nikifora. Postupně se christianizace stávala úspěšnou a Votové se stali oddanými ortodoxními křesťany.

### Novověk
Během 17. století, kdy byla Ingrie pod švédskou nadvládou, byly snahy převést Voty a ostatní pravoslavné obyvatelstvo Ingrie na luteránství, což se ve větší míře nesetkalo s úspěchem, avšak mělo to za následek významnou skupinu pravoslavných věřících roztroušených po Rusku. Do Ingrie se také začali stěhovat luteráni z východního Finska. Nově příchozí Finové a domorodí Votové se navzájem lišili ve svém náboženském vyznání, a proto se nebrali mezi sebou a mísili se tak většinou s Ižory nebo Rusy. Votové začali upadat do nevolnictví, které účinně zabraňovalo jejich rozvoji jakožto národu.
Na začátku 20. století byly pro votštinu sepsány mluvnice i slovníky, avšak od 30. let se už jazyk nepřenášel na další generace. Votštinou se v této době zabýval Dmitrij Cvetkov, který jako jeden z mála Votů dosáhl vysokoškolského vzdělání. Během druhé světové války byla velká část Votů spolu s ostatními baltofinskými národy Ingrie evakuována do Finska. Votům se však nepodařilo začlenit do finské společnosti tak dobře jako Ižorům a kvůli svému náboženství se setkali s rusofobií. Část evakuovaných Votů také zůstala v Estonsku. Po Stalinově smrti v roce 1953 zasílali Votové mnoho žádostí do Moskvy o vrácení se do své rodné země, což jim bylo v roce 1956 povoleno. Jejich bývalá bydliště však už byla obsazena Rusy, a tak se usídlovali v menších vesnicích poblíž velkých měst.
V roce 1997 založila Tatiana Jefimova ve vesnici Krakolje votské muzeum.

## Demografie
Vůbec první čísla zaznamenal v roce 1848 ruský geograf Peter von Köppen, podle něhož žilo ve 37 vesnicích 5 148 Votů. V prvním celoruském sčítání lidu v roce 1897 však byli Votové počítáni jako luteránští Finové, přestože vyznávali jako svou víru pravoslaví. Roku 1926 už bylo v ruském sčítání lidu možné vyplnit votskou národnost a přihlásilo se k ní 705 lidí, avšak roku 1939 byla opět zrušena. Od této doby existovaly o počtu Votů jen sporné odhady, které se např. k roku 2002 pohybovaly od 15 do 100 000 lidí podle toho, zda byly založeny na počtu mluvčích votštiny, nebo na etnickém původu obyvatelstva. Podle sčítání lidu z roku 2002 se v Rusku k votské národnosti přihlásilo 73 Votů, z nichž pouze 12 žilo v Leningradské oblasti. V roce 2010 se zde k votské národnosti přihlásilo už jen 64 lidí.

### Obývané území
O území obývaném Voty se zmiňují už novgorodské kroniky, které jej označují pod jménem Watland nebo Watlandia. Tento název se používal i v církevních dokumentech, např. v papežských bulách. Původně Watlandia zahrnovala především území severní a západní Ingrie, ale přibližně ve 12. století se Votové rozšířili dál na východ až po řeku Ižoru. Dnes je Watlandia nazývána votsky Vaďďamaa (příp. Vađđamaa) nebo estonsky Vadjamaa a její hranice se táhne od řeky Narvy až po severovýchod Finského zálivu. Toto území spolu s Voty obývali i další dva baltofinské národy, Ižorové a Ingrijští Finové. Voty nejhustěji osídlená oblast byla okolo řeky Lugy, poblíž které se nachází i poslední čtyři vesnice obývané Voty.

## Jazyk
Po celou svoji historii byli Votové multilingvní a kromě svého národního jazyka, votštiny, mluvili plynně rusky a ižorsky. Dnes je votština zařazena v Atlasu ohrožených jazyků UNESCO a počet jejich mluvčích je k roku 2008 odhadován na 20 lidí. Ačkoliv sami Votové používají ke komunikaci ruštinu, snaží se svůj jazyk obnovit a zabránit jeho vymření. Spolu s finštinou a ižorštinou patří mezi baltofinské jazyky a je jazykem aglutinačním. Votština nikdy nebyla kodifikována a každý mluvčí tedy mluví svým vlastním idiolektem. Z původně čtyř nářečí existuje dnes už jen jedno, západní vaipoolské, kterým se mluví ve vesnicích Lužicy a Krakolje.

## Kultura

### Náboženství
O původním náboženství Votů není známo mnoho, ale předpokládá se, že bylo podobné původním náboženstvím ostatních baltofinských národů. Ke křesťanství konvertovali Votové během 12. století. Jakožto příslušníci pravoslavné církve se nebrali s jazykově příbuznými luteránskými Finy, což významně přispělo k asimilaci s Rusy. Votové měli různá posvátná místa, která souvisela s uctíváním různých svatých. Těmito místy byly například studně, stromy, ruiny kaplí a místa, kde kdysi stávaly kříže. Zvyk uctívání posvátných stromů se však ještě vyskytoval na začátku 20. století ve vesnici Babino. Kolem stromu se postavila ohrada z dřevěných kůlů, ve které se konala oslava. O jiných posvátných místech se věřilo, že mají léčivou moc. Ve vesnici Korvetino na kamenných ruinách vyrostl ořešák, před který se šlo při výskytu nemoci poklonit.

## Národní symboly
Mezi národní symboly Votů patří votský znak a vlajka, které byly vytvořeny 15. prosince 2002 ruským výtvarníkem Alexandrem Gurinovem. Vlajka i znak se skládají z dvou modrých trojúhelníků, mezi nimiž je vsunutý bílý klín s červeným křížem. Modré trojúhelníky představují Čudské jezero a Finský záliv, mezi kterými se nachází Vaďďamaa, zobrazená jako bílý klín. Červený kříž symbolizuje vícero věcí, mezi nimi je např. paměť předků Votů, kteří bránili svou zemi, nebo věčnost.
Před sestavením těchto symbolů existovala i neoficiální votská vlajka navržená Ferencem Váloczym. Je založená na finské vlajce a skládá se ze zeleného kříže na modrém pozadí.

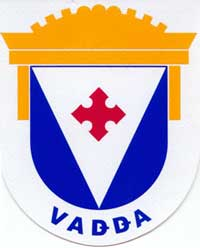
Votský znak
Oficiální votská vlajka
Neoficiální votská vlajka